# チャン・チェ
チャン・チェ（チャン・ツェー、張 徹、Chang Cheh、1923年2月10日 - 2002年6月22日）は、香港・台湾の映画監督。中国杭州市生まれ、上海市育ち。本名は張易揚。香港武俠映画の巨匠。

## 略歴
父親は浙系の軍閥だった。重慶国立中央大学（南京大学）卒業。抗戦のための文化活動を行い、ここで映画人と関係ができた。
1948年に台湾に渡り、1949年『阿里山風雲』で初監督。のち国民党のため、官僚、軍人として働いた。1957年から香港に渡り、小説、映画評論などの執筆活動を行う。
1962年にショウ・ブラザーズに入る。1966年の『虎侠殲仇』から武侠映画を手がけ、1967年にジミー・ウォング主演の『片腕必殺剣』が記録的な大ヒット。男優の力強さと悲劇的な最後、血だらけの暴力描写の「陽剛」と呼ばれる作風を確立。それまで女性スターが中心だった香港映画の傾向を男性アクション中心に変えたとされる。
以降、『大女侠』（1968）、『ヴェンジェンス/報仇』 (1970、第16回アジア映画祭の最優秀監督賞を受賞)、最高傑作とされる『ブラッド・ブラザース 刺馬』 (1973)などを監督。「新武侠世紀」の旗手として、キン・フーと並び称された。
1974年には、再び台湾に渡り自らのプロダクション「長弓電影公司」を作る。『嵐を呼ぶドラゴン』 (1974)などを監督。
1977年に香港に戻り、『五毒拳』 (1978)、『残酷復讐拳』 (1978)などの、後にカルトとよばれるカンフー映画を監督。
1983年にはさらに台湾で「長河影業公司」を立ち上げ、『上海13』 (1984)などを監督。
2002年の香港電影金像奨において、生涯の功績を讃えられ「終身成就賞」を受賞したが、その2ヶ月後、肺炎のために死亡。
なお、ジョン・ウーはチャン・チェ監督の助監督出身。

## 日本に紹介された監督作品
- 大刺客 (1967)	監督
- 片腕必殺剣 (1967)	脚本/監督
- 大女侠 (1968)	脚本/監督
- 続・片腕必殺剣 (1969)	監督
- 死角（1969）監督
- ヴェンジェンス/報仇 (1970)	監督
- 英雄十三傑 (1970)	監督
- 復讐武侠客 (1971)	監督
- 上海ドラゴン英雄拳 (1971)	監督
- 新・片腕必殺剣 (1971)	監督
- フィストバトル/拳撃 (1971)	監督
- 無名英雄 (1971)  監督
- 嵐を呼ぶドラゴン (1972 1974年というソースもある)	監督 - 少林英雄傳四部作
- 四騎士 (1972)	監督/脚本
- 続・拳撃 悪客 (1972)	監督/出演
- 復讐ドラゴン 必殺拳 (1972)	監督
- 水滸伝 (1972)	監督
- 水滸伝 杭州城決戦 (1973)	監督
- ブラッド・ブラザース 刺馬 (1973)	監督/脚本
- 新・嵐を呼ぶドラゴン (1974) 監督 - 少林英雄傳四部作
- 洪家拳対詠春拳 (1974) 監督 - 少林英雄傳四部作
- ヒーロー・オブ・クンフー 裸足の洪家拳 (1975)	監督
- カンフー東方見聞録 (1975)	脚本/監督
- 続・少林寺列伝 (1975)	監督  - 少林英雄傳四部作
- ヒーロー・オブ・カンフー 蔡李仏拳 (1976)	監督/脚本
- 続・嵐を呼ぶドラゴン (1976)	監督
- 少林寺列伝 (1976)	監督
- ヒーロー・オブ・カンフー 猛龍唐人拳 (1977)	脚本/監督
- 南少林寺VS北少林寺 (1977)	監督
- 残酷復讐拳 (1978)	監督
- 五毒拳 (1978)	監督/脚本
- 少林拳対武当拳 (1980)	監督/脚本
- 仮面復讐拳 (1981)	脚本/監督
- 少林拳対五遁忍術 (1982)	脚本/監督
- 上海13 (1984)	監督/脚本

## 参考資料
- 『少林拳対武当拳』DVD内の監督プロフィール